# Coelioxys tehuelche
Coelioxys tehuelche är en biart som beskrevs av Holmberg 1916. Coelioxys tehuelche ingår i släktet kägelbin, och familjen buksamlarbin. Inga underarter finns listade i Catalogue of Life.